# Martim Mércio da Silveira
Martim Mércio da Silveira (Bagé, 1911. március 2. – Rio de Janeiro, 26/5/1972) brazil labdarúgó-középpályás, edző.
- Martim Mércio da Silveyra, La Historia de Boca Juniors (per 12/9/2019)
- Martim Silveira: craque dono do meio-campo, Mundo Botafogo (per 12/9/2019)